# Aéroport de Poulkovo
L'aéroport de Poulkovo, (en russe : Аэропо́рт Пу́лково ; Аeroport Pulkovo) est l'aéroport principal de Saint-Pétersbourg (anciennement « Léningrad ») en Russie code IATA : LED • code OACI : ULLI • Code aéronautique de l'espace russophone : russe : ПЛК.
Il comprend un unique terminal.
Il fait partie du groupe Pulkovo Aviation. Il se trouve à environ 17 km au sud de Saint-Pétersbourg, dans le quartier appelé Poulkovo (en russe : Пулково).
Comme Saint-Pétersbourg, il est bâti sur des terrains gagnés sur la mer. L'ancienne côte est représentée par les « Hauteurs de Poulkovo », à 4 km au sud de l'aéroport. Bien visible sur ces collines lors de l'approche, l'observatoire astronomique de Poulkovo qui appartient à l'académie des sciences de Russie.

## Histoire

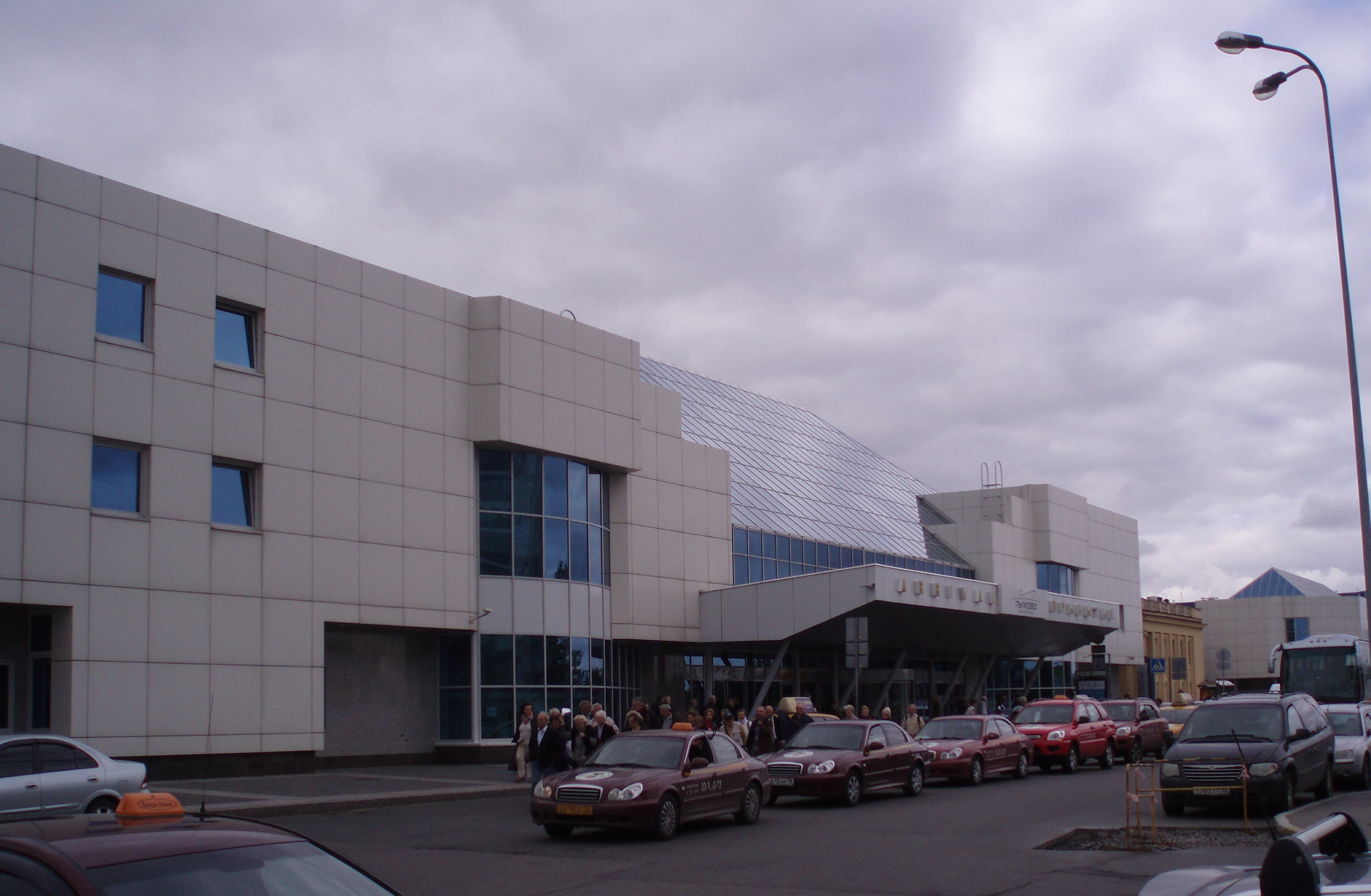
Terminal d'arrivée de l'aéroport Pulkovo.

À l'origine, l'aéroport de Leningrad s'appelait Chosseïnaïa (en russe Шоссейная) du nom du village situé au sud de Leningrad.
Sa construction avait commencé en janvier 1931 et il fut inauguré par un vol en provenance de Moscou (atterrissage le 24 juin 1932 à 17 h 31). Le vol avait duré environ 2 h 30. L'avion transportait des passagers et du fret (courrier).
Le 14 février 2014, un nouveau terminal ouvre et remplace les anciens terminaux I (vols intérieurs) et II (vols internationaux).

## Situation

### Carte des aéroports russes
| \| 50 km1:1 791 000 \| Koursk Abakan Anapa Pskov Arkhangelsk Astrakhan Barnaoul Belgorod Blagoveshchensk Bratsk Grozny Guelendjik Iakoutsk Iékaterinbourg Ijevsk Ioujno-Sakhalinsk Irkoutsk Kaliningrad Kazan Kemerovo Khabarovsk Khanty-Mansiïsk Krasnodar Krasnoïarsk Magadan Magnitogorsk Makhachkala Mineralnye Vody Mirny Moscou · SVO Moscou · DME Moscou-VKO Mourmansk Narian-Mar Nijnekamsk Nijnevartovsk Nijni Novgorod Noïabrsk Alykel Novokouznetsk Novossibirsk Novy Ourengoï Omsk Orenbourg Oufa Oulan-Oude Oulianovsk Perm Petropavlovsk-Kamtchatski Rostov · sur-le-Don Sabetta Saint-Pétersbourg Salekhard Samara Saratov Simferopol Sotchi Sourgout Stavropol Kyzyl Syktyvkar Tcheliabinsk Tchita Tioumen Tomsk Vladivostok Volgograd Voronej |
| 50 km1:1 791 000 |

## Statistiques
Le graphique qui aurait dû être présenté ici ne peut pas être affiché car il utilise l'ancienne extension Graph, désactivée pour des questions de sécurité. Des indications pour créer un nouveau graphique avec la nouvelle extension Chart sont disponibles ici.

Voir la requête brute et les sources sur Wikidata.

### Zoom sur l'impact du covid de 2019-2020
Le graphique qui aurait dû être présenté ici ne peut pas être affiché car il utilise l'ancienne extension Graph, désactivée pour des questions de sécurité. Des indications pour créer un nouveau graphique avec la nouvelle extension Chart sont disponibles ici.

Voir la requête brute et les sources sur Wikidata.

## Compagnies et destinations
| Compagnies                  | Destinations |
| --------------------------- | --- |
| Aeroflot                    | Erevan-Zvarnots, Moscou Chérémétiévo |
| Air Algérie                 | Alger-Houari-Boumédiène |
| Air Astana                  | Almaty, Noursoultan |
| Air Serbia                  | En saison : Belgrade-Nikola-Tesla |
| Alrosa                      | Mirny, Novossibirsk-Tolmatchevo, Polyarny (en), Iakoutsk |
| Avia Traffic Company        | Bichkek Manas, Och |
| Azerbaijan Airlines         | Bakou-H. Aliyev, Genjem |
| Azimuth                     | Briansk, Élista, Grozny, Kaluga (Grabtsevo) (en), Krasnodar-Pashkovsky, Rostov-sur-le-Don/Platov, Stavropol (en) |
| AzurAir                     | En saison Charter : Antalya, Colombo-Bandaranaike, Dalaman, Enfidha-Hammamet, Phuket, Sanya-Phénix, Zanzibar |
| Belavia                     | Minsk |
| Bulgaria Air                | Sofia-Vrajdebna |
| Buta Airways                | Bakou-H. Aliyev |
| China Eastern Airlines      | Shanghai-Pudong, Xi'an-Xianyang |
| China Southern Airlines     | Lanzhou, Ürümqi-Diwopu |
| Emirates                    | Dubaï |
| Hainan Airlines             | Pékin-Capitale |
| I-Fly                       | Shenzhen-Bao'an |
| IrAero                      | Barnaoul, Irkoutsk, Karlskoga, Nijni Novgorod-Strigino |
| Iran Air                    | Téhéran-Imam-Khomeini |
| Iran Aseman Airlines        | En saison : Téhéran-Imam-Khomeini |
| Izhavia                     | Ijevsk (en) |
| Komiaviatrans               | Belgorod, Nijnekamsk-Begichevo, Perm, Syktyvkar (en), Oussinsk (en), Vladimir (en) |
| Kostroma Air Enterprise     | Kostroma (en) |
| Lucky Air                   | Chengdu-Shuangliu, Kunming-Changshui |
| Mahan Air                   | En saison : Téhéran-Imam-Khomeini En saison charter : Mechhed-Shahid H. Nejad |
| NordStar                    | Moscou-Domodédovo, Norilsk-Alykel |
| Nordwind Airlines           | - Bakou-H. Aliyev, - Barnaoul, - Belgrade-Nikola-Tesla, - Le Caire, - Erevan-Zvarnots, - Gorno-Altaïsk (en), - Istanbul, - Karlovy Vary, - Krasnodar-Pashkovsky, - Lənkəran, - Moscou Chérémétiévo, - Rostov-sur-le-Don/Platov, - Sarajevo-Butmir, - Tomsk-Bogachevo, - Vladivostok, - Iékaterinbourg-Koltsovo En saison Charter : Antalya, Bourgas, Cam Ranh, Djerba-Zarzis, Héraklion-N. Kazantzákis, Monastir, Pattaya U-tapao, Phuket |
| Pegas Fly                   | Belgorod, Erevan-Zvarnots, Khabarovsk, Nalchik (en), Nijni Novgorod-Strigino |
| Pegasus Airlines            | Istanbul-S. Gökçen |
| Pobeda                      | - Astrakhan-Narimanovo, - Tcheboksary (en), - Tcheliabinsk-Balandino, - Kaliningrad-Khrabrovo, - Iğdır (tr), - Iékaterinbourg-Koltsovo, - Moscou-Vnoukovo, - Nalchik (en), - Nijnekamsk-Begichevo, - Novossibirsk-Tolmatchevo, - Perm, - Saratov-Gagarine, - Oufa, - Vladikavkaz (ru), - Volgograd (ex-Stalingrad), - Voronej (en), - Iaroslavl-Tounochna En saison :Anapa, Kirov-Pobedilovo, Makhatchkala |
| Qatar Airways               | Doha-Hamad |
| Red Wings Airlines          | Moscou-Domodédovo, Simféropol, Sotchi-Adler En saison : Kaukura, Tivat |
| Rossiya Airlines            | - Almaty, - Arkhangelsk-Talagi, - Tcheliabinsk-Balandino, - Istanbul, - Kaliningrad-Khrabrovo, - Kazan, - Krasnodar-Pashkovsky, - Krasnoïarsk-Iémélianovo, - Mineralniye Vody, - Moscou Chérémétiévo, - Moscou-Vnoukovo, - Mourmansk, - Nijni Novgorod-Strigino, - Novossibirsk-Tolmatchevo, - Omsk, - Perm, - Rostov-sur-le-Don/Platov, - Samara-Kouroumotch, - Samarcande, - Simféropol, - Sotchi-Adler, - Sourgout, - Syktyvkar (en), - Tachkent, - Tel Aviv - Ben Gourion, - Tioumen-Roshchino, - Oufa, - Volgograd (ex-Stalingrad), - Iékaterinbourg-Koltsovo En saison : - Anapa, - Antalya, - Bourgas, - Chișinău, - Guelendjik, - Rimini, - Tivat, - Varna En saison charter : Charjah |
| RusLine                     | - Belgorod, *Bergen, - Ivanovo (en), - Kaliningrad-Khrabrovo, - Kirov-Pobedilovo, - Koursk-Vostochny, - Lipetsk (en), - Nijni Novgorod-Strigino, - Penza (en), - Saratov, - Tambov Donskoye (en), - Oufa, - Vilnius, - Voronej (en), - Yoshkar Ola En saison : Guelendjik |
| S7 Airlines                 | Kirovsk-Apatity (en), Irkoutsk, Kaluga (Grabtsevo) (en), Lipetsk (en), Moscou-Domodédovo, Novossibirsk-Tolmatchevo |
| Severstal Air Company       | Kirovsk-Apatity (en), Tcherepovets (en), Sovetski-Tioumenskaïa, Oukhta (en), |
| Sichuan Airlines            | Chengdu-Shuangliu, Taiyuan-Wusu |
| Smartavia                   | - Arkhangelsk-Talagi, - Bakou-H. Aliyev, - Tcheliabinsk-Balandino, - Kaliningrad-Khrabrovo, - Kazan, - Mourmansk, - Narian-Mar, - Rostov-sur-le-Don/Platov, - Samara-Kouroumotch, - Syktyvkar (en), - Oufa, - Voronej (en) En saison : Anapa, Simféropol, Sotchi-Adler |
| Somon Air                   | Douchanbé, Khodjent |
| SunExpress                  | En saison : Izmir-A. Menderes |
| Taban Air                   | En saison : Téhéran-Imam-Khomeini |
| Tunisair                    | En saison : Monastir |
| Turkish Airlines            | Antalya , Istanbul |
| Turkmenistan Airlines       | Achgabat |
| Ural Airlines               | - Almaty, - Barnaoul, - Bichkek Manas, - Tchita (Kadala) (en), - Douchanbé, - Erevan-Zvarnots, - Kaliningrad-Khrabrovo, - Kemerovo, - Khabarovsk, - Mineralniye Vody, - Moscou-Domodédovo, - Namangan (en), - Novossibirsk-Tolmatchevo, - Orenbourg-Tsentralni, - Och, - Rostov-sur-le-Don/Platov, - Chimkent, - Tel Aviv - Ben Gourion, - Vladivostok, - Iakoutsk, - Iékaterinbourg-Koltsovo En saison : Simféropol, Sotchi-Adler, Tbilissi-C. Roustavéli, Tomsk-Bogachevo En saison charter : Antalya, Tivat |
| UTair                       | Krasnodar-Pashkovsky, Mineralniye Vody, Moscou-Vnoukovo, Nijni Novgorod-Strigino, Noïabrsk (en), Samara-Kouroumotch, Sourgout, Vladikavkaz (ru) En saison : Anapa, Novy Ourengoï |
| UVT Aero                    | Bougoulma, Kazan, Nijnevartovsk (en), Salekhard (en) |
| Uzbekistan Airways          | - Andijan, - Boukhara, - Ferghana, - Karchi, - Namangan (en), - Navoï (en), - Samarcande, - Tachkent, - Termez (en), - Ourguentch |
| Vologda Aviation Enterprise | Vologda (en) |
| Yakutia Airlines            | Iakoutsk En saison : Magadan-Sokol (en), Novossibirsk-Tolmatchevo |
| Yamal Airlines              | Kirovsk-Apatity (en), Novy Ourengoï,Tioumen-Roshchino En saison : Simféropol |

Édité le 11/01/2019  Actualisé le 04/02/2022